# 莉娜·博·巴尔迪
莉娜·博·巴尔迪（Lina Bo Bardi，1914年12月5日—1992年3月20日）是一位出生在意大利的巴西建筑师。曾设计圣保罗艺术博物馆。同时也是出版商、教师和政治活动家。